# Marie Bloch (pédagogue)
Pour les articles homonymes, voir Marie Bloch et Bloch.
Marie Bloch, née le 27 novembre 1871 à Berlin et morte le 28 avril 1944 dans le camp de concentration de Theresienstadt, est une pédagogue allemande, adepte des principes pédagogiques que Friedrich Fröbel et Maria Montessori. Proche du mouvement des femmes, elle s'évertue à favoriser l’instruction des filles. En 1942, elle est arrêtée par les nazis puis assassinée en raison de son origine juive.

## Biographie

### Enfance et jeunesse
Clara Emilie Marie Bloch est née le 27 novembre 1871 à Berlin. Elle est la cinquième des sept enfants de l'éditeur berlinois Adalbert Bloch et de Clara Reincke. Bien que d'origine juive, les parents élèvent leurs enfants dans la foi protestante. L'éducation, les visites de théâtre et les voyages font partie de la vie de famille. Marie - surnommée Mieze dans la famille - vit une enfance insouciante avec ses frères et sœurs Hermann, Adalbert, Walter, Betty, Cläre et Willy dans la maison de leurs parents, Regentenstrasse. 14 (aujourd'hui Hitzigallee), non loin de la Potsdamer Straße.
Marie Bloch reçoit une bonne éducation. Elle fréquente d'abord pendant neuf ans la Charlottenschule (de) de Berlin, une école secondaire municipale pour filles. Elle participe ensuite au cours privé pour enseignantes, dirigé par la militante des droits des femmes et rédactrice en chef du magazine Die Frau, Hélène Lange. Elle doit arrêter cette formation après seulement un an et demi pour raison de santé. Quand Helene Lange fonde la première Realkurse en 1889, Marie Bloch la rejoint rapidement et y suit des cours d'anglais et de mathématiques à partir de 1890.

### Carrière d'enseignante
À partir d'avril 1892, elle suit une formation d'institutrice de maternelle à la Pestalozzi-Fröbel-Haus (de) de Schöneberg, près de Berlin. Les enseignantes de maternelle y sont formés dans la tradition pédagogique Fröbel/Pestalozzi. Marie Bloch réussit l'examen en avril 1893, ce qui l'autorise à diriger une école maternelle. De 1893 à 1908, Marie Bloch dirige diverses institutions pour enfants à Berlin. Elle travaille également comme enseignante à la Maison Pestalozzi-Fröbel et lui reste étroitement liée au fil des années.
Après la mort de ses parents au début du siècle, elle quitte son appartement dans la maison parentale en 1908 et suit son plus jeune frère, l'historien Hermann Reincke-Bloch (de), à Rostock afin de les aider, lui et sa femme à s'occuper de la maison et des enfants.
Marie Bloch retourne à Berlin et termine ses études supérieures à l' École sociale des femmes  (Soziale Frauenschule) » fondée par Alice Salomon. Elle achète une maison à étage avec jardin à Rostock, sur la Paulstrasse 5 et y ouvre en 1910 un jardin d'enfants fröbelien avec une école d'infirmières et une école de formation de puéricultrices attenantes sur la Paulstrasse. « Il y avait beaucoup de petits meubles, comme des petits bancs et des tables en bois colorés. L'attraction principale de la pièce était un joueur d'orgue avec une abeille, que tous les enfants adoraient. ». L'établissement accueillait environ 38 enfants de toutes classes et religions, depuis l'âge de trois ans jusqu'à leur âge scolaire naturel. Elle y pratique l'éducation par le jeu, conformément aux théories de Friedrich Fröbel.
Pendant deux décennies et demie au total, l'école maternelle de Marie Bloch est considérée comme l'institution la plus moderne et la plus réformatrice du Mecklembourg dans le domaine de la garde d'enfants.

### Engagement associatif
Marie Bloch est fortement impliquée dans le secteur social à Rostock. À partir de 1908, elle est active au sein de l'association des femmes de Rostock « Soziale Gruppe », qui appartient à l'aile modérée du mouvement des femmes. Marie Bloch est responsable du groupe de jeunes femmes, dont les membres s'engagent bénévolement dans les garderies. L'objectif de cette œuvre caritative est de soutenir les femmes contraintes de gagner leur vie en raison du décès ou de la séparation d'avec leur mari en organisant la garde de leurs enfants. À partir de 1910, Marie Bloch est membre du conseil consultatif du conseil d'administration du Volkskindergarten e. V. à Rostock dont l'objectif est d'éduquer l'enfant de manière évolutive. Elle est également impliquée dans l'association des ateliers de jeunesse et l'association allemande Fröbel (Jugendbund, im Verein Jugendwerkstatt und im Deutschen Fröbel-Verband).

### Première Guerre mondiale
Après le déclenchement de la Première Guerre mondiale, Marie Bloch s'engage dans la protection sociale de guerre. Elle appartient au groupe de jeunes, connu sous le nom de « Helfende Hand » (les mains aidantes), qui compte environ 150 membres formés dans presque tous les domaines du travail social. Les femmes étant davantage mises au travail en raison de la guerre, l'offre de garde d'enfant n'est plus suffisante. Marie Bloch est chargée en 1918 de réaménager les jardins d'enfants et les crèches dans une grande partie du Mecklembourg.
Après la fin de l'Empire, Marie Bloch travaille comme chef du service municipal de protection de l'enfance à Rostock de 1919 à 1923 où elle tente de mettre en œuvre les concepts éducatifs de Friedrich Fröbel et Maria Montessori dans les établissements préscolaires.. Elle continue dans le même temps à diriger son école maternelle.

### Le nazisme
Après l'arrivée au pouvoir des nazis, de nombreux Juifs de Rostock sont contraints d'émigrer. Parmi eux la fille adoptive de Marie Bloch, Margarete Steiner part en Écosse dès 1933.
Selon les lois raciales de Nuremberg adoptées en 1935, Marie Bloch, ayant trois grands-parents juifs, est considérée comme juive à 75 %.
La fréquentation de l'école maternelle est en baisse, d'une part, elle est désormais cataloguée comme « juive », ce qui effraie de nombreuses familles et, d'autre part, de nombreuses familles juives ont émigré, ce qui entraîne des difficultés financières pour Marie Bloch. L'école est finalement fermée par les nazis en 1934.
Lors des pogroms de novembre contre la population juive, dans la nuit du 9 au 10 novembre 1938, la synagogue de l'Augustenstrasse à Rostock, non loin du jardin d'enfants, est incendiée. 64 hommes juifs sont arrêtés et de nombreuses maisons, appartements et magasins appartenant à des résidents juifs sont démolis. Le jardin d'enfants n'est pas endommagé mais, peu de temps après, Marie Bloch n'est plus autorisée à travailler et doit vendre sa maison. En raison des nombreuses restrictions imposées aux personnes juives, elle vit désormais retirée dans le grenier de la maison de la Paulstrasse.
Lorsque les nazis l'obligent à porter l'étoile juive en 1941, la protestante Marie Bloch lui ajoute une croix en ivoire.
Marie Bloch est arrêtée le 11 novembre 1942. Elle est déportée de Berlin vers le camp de concentration de Theresienstadt le 15 décembre 1942 par le transport I/80, no. 10000. Elle y retrouve sa sœur Cläre. Lorsque celle-ci tombe gravement malade, Marie Bloch la soigne jusqu'à sa mort en 1943. Marie Bloch décède le 28 avril 1944, officiellement du typhus.

## Hommages
- Depuis août 1989, une école maternelle de Rostock à Beginenberg porte le nom de Marie Bloch[3]

- Dans le quartier sud-est de Rostock, une rue porte le nom de Marie Bloch.

- En octobre 2004, une pierre est apposée devant le 5 de la Paulstrasse en mémoire de Marie Bloch[6].
- Un mémorial dans le cimetière juif de Rostock (de), composé d'une stèle en forme de menorah et d'une statue, porte les noms des victimes juives nazies de Rostock, connues jusqu'en 1988.
- En 2011, une exposition retraçant la vie et l’œuvre de Marie Bloch est organisée dans la Max-Samuel-Haus [7]